# Не плач, дівчино
«Не плач, дівчино» (рос. «Не плачь, девчонка») — український радянський художній фільм 1976 року режисера Євгена Шерстобитова.

## Сюжет
Допризовник Андрій Воробей мріє пройти службу в армії. Але, до його розчарування, медична комісія визнає Андрія непридатним до стройової. Він, незважаючи ні на що, має намір випробувати себе в складних умовах і їде в південний радгосп, де проситься на найважчі роботи…

## У ролях
- Наталя Павленкова
- Марина Іллічова-Рижакова
- Олег Сологуб
- Віктор Степаненко
- Ольга Матешко
- Микола Гаврилов
- Маргарита Кошелєва
- Микола Гудзь
- Віктор Панченко
- Євген Шерстобитов (молодший)
- Альфред Шестопалов

## Творча група
- Автори сценарію: Євген Шерстобитов, Євген Шатуновський
- Режисер-постановник: Євген Шерстобитов
- Оператор-постановник: Михайло Чорний
- Художник-постановник: Валерій Новаков
- Композитор: Михайло Бойко
- Режисер: Ю. Хоменко
- Оператори: Л. Кравченко, В. Пономарьов
- Звукооператор: Олександр Кузьмін
- Художник по костюмах: Галина Фоміна
- Художник-гример: Л. Петухова
- Редактор: Катерина Шандибіна
- Режисер монтажу: Алла Голубенко
- Комбіновані зйомки: оператор — Микола Іллюшин, художник — Михайло Полунін
- Директор картини: Ілля Фідман